# Kanton Malemort
Malemort is een kanton van het Franse departement Corrèze. De naam Malemort-sur-Corrèze werd bij decreet van 5 maart 2020 aangepast aan de naam van de hoofdplaats. Het kanton maakt deel uit van het arrondissement Brive-la-Gaillarde.

## Gemeenten
Het kanton Malemort-sur-Corrèze omvatte tot 2014 de volgende gemeenten:
- La Chapelle-aux-Brocs
- Dampniat
- Malemort-sur-Corrèze (hoofdplaats)
- Ussac
- Varetz
- Venarsal

Door de herindeling van de kantons bij decreet van 24 februari 2014, met uitwerking op 22 maart 2015, hoort La Chapelle-aux-Brocs er niet meer bij. Door samenvoeging op 1 januari 2016 van Malemort-sur-Corrèze met Venarsal tot de fusiegemeente (commune nouvelle) Malemort omvat het kanton vanaf 2016 maar vier gemeenten meer, namelijk:
- Dampniat
- Malemort (hoofdplaats)
- Ussac
- Varetz